# Manoir de la Masselinée
Le manoir de la Masselinée, ou des Samsons, est un édifice du XVe siècle situé sur le territoire de la commune de Saint-Martin-de-Mailloc dans le département du Calvados et la région Normandie. Il fait l'objet d'une inscription au titre des Monuments historiques depuis le 26 décembre 1928.

## Localisation
Le manoir de la Masselinée se situe sur le territoire de la commune de Saint-Martin-de-Mailloc, dans l'Est du département du Calvados, au centre de la région naturelle du pays d'Auge. Il s'élève sur le flanc ouest du coteau qui domine la vallée de l'Orbiquet (rivière affluente de la Touques), à environ 1 km au nord-ouest de l'église Saint-Martin.

## Historique
Le fief de la Masselinaie appartenait à la famille Mailloc. Aux alentours de 1430, Marie de Mailloc, veuve de Jean de Tournebu, vendit le domaine à Pierre Cauchon, évêque de Lisieux. Celui-ci en fit don à la cathédrale en 1441.

## Architecture
Essentiellement construit en pans de bois, le logis s'inscrit dans un plan rectangulaire. Il est surmonté par une toiture à deux versants sur laquelle s'assoient deux imposantes lucarnes à pignon.
L'édifice a fait l'objet de trois campagnes de travaux : 
- Au XVe siècle, la partie centrale, entièrement en pans de bois, est construite. Sur la façade sud, elle se distingue par la présence de deux portes jumelées au rez-de-chaussée et par la mise en encorbellement sur sommiers du niveau supérieur[2]  ;
- À une date indéterminée, un premier agrandissement de la bâtisse est entrepris du côté de l'entrée de la cour. Cette partie se compose d'un niveau supérieur en colombages et d'un niveau inférieur en pierre. Le pignon est en encorbellement « avec des sommiers d'angles disposés obliquement et des entretoises fortement moulurées »[2] ;
- À une date indéterminée, la bâtisse est agrandie de l'autre côté de la partie centrale. Édifiée également en colombages, cette troisième section est néanmoins plus petite et présente une toiture légèrement plus basse animée par une petite lucarne.

Enfin, autour du logis, sont disséminées plusieurs dépendances (grange, pressoir, cave, remise, étable et écurie).

### Protection
Les façades et les toitures sont inscrites au titre des Monuments historiques depuis le 26 décembre 1928.